# 토지면
토지면(土旨面)은 대한민국 전라남도 구례군에 위치한 면이다.

## 개요
토지면은 동쪽으로 경상남도 하동군 화개면과 서쪽으로 마산면과 북쪽으로 전북특별자치도 남원시와 산동면과 접경하였고 섬진강을 끼고 간전면과 문척면과 접경하였다. 피아골, 문수골 등 수려한 계곡을 끼고 있다.
절은 문수사,연곡사,블락사 등등이 있다.서쪽으로 섬진강 연안에 330km의 넓은 평야가 있다.
과거 1990년대 이곳에도 구례~하동 까지 일종의 산업로의 지선급인 4차선도로가 들어오려 했으나
토지면 주민들의 극심한 반대로 무산되어서
오늘날 산업로와 하동구간만 4차선도로가 생긴 이유다.
최근에는 구례~하동 4차선 도로가 마산~문척~간전~화개(하동)으로 돌아가면 안되냐는 썰이돈다

## 행정 구역
| 법정리 | 한자명 | 행정리                       | 자연마을                                 | 비고 |
| ------ | ------ | ---------------------------- | ---------------------------------------- | ---- |
| 구산리 | 九山里 | 구만, 단산                   | 구만, 단산                               |      |
| 금내리 | 金內里 | 원내, 용정, 신기, 안촌, 봉소 | 원내, 용정, 신기, 안촌, 봉소             |      |
| 내동리 | 內東里 | 평도, 당치, 직전             | 평도(평도, 죽리), 당치(당치, 농평), 직전 |      |
| 내서리 | 內西里 | 신촌, 원기, 남산             | 신촌, 원기, 남산                         |      |
| 문수리 | 文殊里 | 문수                         | 문수(상죽, 불당, 율치, 신율, 중대)       |      |
| 송정리 | 松亭里 | 송정                         | 송정(원송, 외한, 내한, 신촌)             |      |
| 오미리 | 五美里 | 내죽, 하죽, 오미             | 내죽, 하죽, 오미                         |      |
| 외곡리 | 外谷里 | 기촌, 중기                   | 기촌(기촌, 하리, 추동), 중기(중기, 조동) |      |
| 용두리 | 龍頭里 | 용두                         | 용두                                     |      |
| 파도리 | 把道里 | 파도, 옥산                   | 파도(파도, 동방천, 반곡), 옥산           |      |

## 교육
- 토지초등학교 (구산리)
  - 농평분교 (폐교) - 토지면 농평길 97-1 (농평리)
  - 문수분교 (폐교) - 토지면 문수길 319 (문수리)
  - 연곡분교 (내서리)
- 구례동중학교 (파도리)